# Samantha Kinghorn
Samantha Kinghorn, née le 6 janvier 1996 à Melrose (Écosse), est une athlète handisport britannique concourant en T53 pour les athlètes en fauteuil roulant. Elle détient trois titres européens (100 m, 400 m et 800 m en 2014) et deux titres mondiaux (100 m et 200 m en 2017).

## Carrière
À l'âge de 14 ans, elle est écrasée par un chariot élévateur, accident qui la laisse paralysée sous la ceinture. Quatre ans plus tard, elle fait ses débuts internationaux lors des Jeux du Commonwealth de 2014 à Glasgow où elle termine 5e du 1 500 m T54.
Après n'avoir pas réussi à monter sur un podium des Jeux paralympiques d'été de 2016, elle repart des Jeux de 2020 avec le bronze sur le 100 m derrière la Chinoise Gao Fang. Le lendemain, elle rafle une seconde médaille d'argent, sur le 400 m T53 cette fois.
Aux Mondiaux 2017, elle réussit le double 100 m/200 m T53 mais ne réussit pas à conserver ses titres deux ans plus tard. Lors des Championnats du monde 2019, Kinghorn remporte une médaille de bronze sur le 100 m T53.

## Palmarès

### Jeux paralympiques
- Jeux paralympiques d'été de 2016 à Rio de Janeiro :
  - 5e du 100 m T53
  - 6e du 800 m T53
- Jeux paralympiques d'été de 2020 à Tokyo :
  -  400 m T53
  -  100 m T53

### Championnats du monde
- Championnats du monde 2015 à Doha :
  -  200 m T53
- Championnats du monde 2017 à Londres :
  -  100 m T53
  -  200 m T53
  -  400 m T53

- Championnats du monde 2019 à Dubaï :
  -  100 m T53